# Isatis praecox
Isatis praecox là một loài thực vật có hoa trong họ Cải. Loài này được Kit. ex Tratt. mô tả khoa học đầu tiên năm 1812.